# 椎橋寛
椎橋 寛（しいばし ひろし、1980年6月6日 - ）は、日本の漫画家。男性。大阪府出身。大阪芸術大学芸術学部映像学科卒、小池一夫ゼミ1期生。
2008年から2012年まで『週刊少年ジャンプ』で連載した『ぬらりひょんの孫』はテレビアニメ化もされている。

## 来歴
赤塚不二夫の『天才バカボン』と『おそ松くん』の影響を受け、小学生の頃より漫画を描き始める。しかし、何となく漫画家にはなれるような気がしていたため、将来の夢は漫画家ではなくJリーガーであった。
絵コンテなどの受験科目に魅力を感じ、大阪芸術大学芸術学部映像学科に入学。2000年に同学科教授となった小池一夫に師事し、小池ゼミの一期生となる。ゼミに入った頃から漫画家となることを本格的に考え始め、大学2年時に『週刊少年ジャンプ』主催の漫画家発掘イベントであるスカウトキャラバンに初めて持ち込みを行い、その後持ち込みを続ける。
大学4年生の時に『璞〜ARATAMA〜』（原作：植村沙織）が『ビジネスジャンプ』に掲載されてデビューを果たし、その後同誌で読切の発表を続ける。その後2年ほど連載を取ることが出来ないままでいたが、2006年に自身の好きな妖怪モノとして『ぬらりひょんの孫』を執筆し、『赤マルジャンプ』（週刊少年ジャンプ増刊）に掲載されて好評を得る。翌2007年には同名の読切が『週刊少年ジャンプ』本誌に掲載され、金未来杯を受賞。そして翌2008年からの『週刊少年ジャンプ』本誌で同名の連載が開始される。同作は2010年から2011年にかけてアニメ化もされている。2012年に『少年ジャンプNEXT!』に移籍し、「葵螺旋城 最終決戦編」として3回掲載され完結した。完結後も『ジャンプLIVE』に読切が掲載された。
『週刊少年ジャンプ』2013年21号に読切『DARK PAWN -闇の質屋-』を掲載。この作品をもとに『ILLEGAL RARE』を『週刊少年ジャンプ』（集英社）2014年11号から2014年41号まで連載する。読者アンケートの推移はそれほど悪くなかったが、連載16話にして「次に終わらす作品がコレしかない」状態になり、結局短期で打ち切られてしまう。

## 作品リスト

### 漫画作品
- 2023年7月現在
- デフォルトでの表記は発表順。他列でのソート後に再度発表順でソートするには、最左列を利用する
- 同名の作品は【 】内の注記で区分をつける
- 掲載誌の略称
  - WJ：週刊少年ジャンプ、BJ:ビジネスジャンプ、J+:少年ジャンプ+、UJ:ウルトラジャンプ

|  | 連載作品 |  | 読切作品 |

|    | タイトル                                | 種類 | 出版社       | 掲載誌                        | 備考                                |
| -- | --------------------------------------- | ---- | ------------ | ----------------------------- | ----------------------------------- |
| 1  | 璞〜ARATAMA〜                           | 読切 | 集英社       | BJ 2002年15・16号             | 原作：植村沙織                      |
| 2  | 窮鼠の牙                                | 読切 | 大阪芸術大学 | 河南文藝 漫画篇 2003年新年号  |                                     |
| 3  | Aka-Tuki 〜赤月〜                       | 読切 | 大阪芸術大学 | 河南文藝 漫画篇 2003年春号    | 原作：梶研吾                        |
| 4  | 銀の盆                                  | 読切 | 集英社       | BJ 2004年06号                 |                                     |
| 5  | 新明釈国語辞典                          | 読切 | 集英社       | BJ 2004年24号                 |                                     |
| 6  | 山脈のファルコナー                      | 読切 | 大阪芸術大学 | 大学漫画 vol.1（2005春号）    |                                     |
| 7  | ラクダのこぶ                            | 読切 | 大阪芸術大学 | 大学漫画 vol.2（2005年夏号）  |                                     |
| 8  | Lilly Bulb                              | 読切 | 大阪芸術大学 | 大学漫画 vol.3（2005年秋号）  | 原作：植村沙織                      |
| 9  | ぬらりひょんの孫【赤マル版】            | 読切 | 集英社       | 赤マルジャンプ 2006 SUMMER    |                                     |
| 10 | ぬらりひょんの孫【WJ版】                | 読切 | 集英社       | WJ 2007年35号                 | 金未来杯受賞作                      |
| 11 | ぬらりひょんの孫【連載版】              | 連載 | 集英社       | WJ 2008年15号 - 2012年30号    | 完結編は『少年ジャンプNEXT!』に掲載 |
| 12 | DARK PAWN -闇の質屋-                    | 読切 | 集英社       | WJ 2013年21号                 |                                     |
| 13 | ILLEGAL RARE                            | 連載 | 集英社       | WJ 2014年11号 - 2014年41号    |                                     |
| 14 | ツクモガミ 帝都情報部特権諜報員零零七式 | 読切 | 集英社       | 少年ジャンプNEXT!! 2014 vol.3 | 原作：間中葦                        |
| 15 | 究極球舞                                | 読切 | 集英社       | WJ 2015年19号                 |                                     |
| 16 | クリメイターズ                          | 読切 | 集英社       | WJ 2016年 3・4合併号          | 原作：三条陸                        |
| 17 | 東京季語譚訪                            | 連載 | 集英社       | GIGA 2016 vol.1 - 2016 vol.4  |                                     |
| 18 | いにしえの滅び紋                        | 読切 | 集英社       | WJ 2018年19号                 |                                     |
| 19 | 神緒ゆいは髪を結い                      | 連載 | 集英社       | WJ 2019年15号 - 2019年52号    |                                     |
| 20 | 岩元先輩ノ推薦【少年ジャンプ+版】       | 読切 | 集英社       | J+ 2020年3月30日              |                                     |
| 21 | 岩元先輩ノ推薦【連載版】                | 連載 | 集英社       | UJ 2021年3月号 -              |                                     |
| 22 | ぬらりひょんの孫〜陰〜                  | 連載 | 集英社       | UJ 2023年5月号 - 2023年8月号  | 短期集中連載                        |

### 挿絵
- 小説「バカな女の妄想」（作：植村沙織、『河南文藝 漫画篇』2003年新年号）
- 小説「ツクモガミ 帝都情報部特権諜報員零零七式」（作：間中葦、『JUMP j BOOKS』2014年7月刊行）

### CDジャケット
- CD「紅葉（A盤、B盤）」（曲：shiki∞project、2011）

## 趣味
好きな漫画は『子連れ狼』、『スティール・ボール・ラン』。
熱烈なサッカーファンで、高校時代にはサッカー部に所属していた。『ぬらりひょんの孫』では登場人物の名前をガンバ大阪の選手名からつけている。
ヴィジュアル系バンド、Kagrra,の大ファンである。

## 関連人物

### 師匠
- 小池一夫 - 小池が大阪芸術大学映像学科教授となった2000年に、第一期ゼミ生となる[2]。
- 荒木飛呂彦 - 荒木のアシスタントを務める[9]。

### 同期
- 田中靖規 - 『週刊少年ジャンプ』の目次のコメント欄でエールを送ったり、自身の持ちキャラを相手の漫画の中に紛れ込ませたり（「瞳のカトブレパス」読切版に『ぬらりひょんの孫』の雪女が[10]、『ぬらりひょんの孫』第1話に「瞳のカトブレパス」のハクタクが登場[11]）している。

### アシスタント
- 横田卓馬 - 『ぬらりひょんの孫』の連載時代に務めた[12]。
- 肥田野健太郎
- よしむらかな

### その他出典
- 「大学発、漫画家プロデビューへの全行程。〜彼らはなぜプロの作家を目指したか〜 debut.01 週刊「少年ジャンプ」連載デビュー椎橋寛「ぬらりひょんの孫」」『大阪芸術大学 大学漫画 vol.10』、大阪芸術大学発行・小池書院発売、2008年10月7日発行、ISBN 978-4-86225-366-8、4-9頁